# Michael Lynagh
Michael Patrick Thomas Lynagh (Brisbane, 25 ottobre 1963) è un ex rugbista a 15 australiano.
Mediano d'apertura, vinse con l'Australia la Coppa del Mondo 1991 e militò, tra le altre, in Italia nel Benetton e in Inghilterra nei Saracens.
Con 911 punti è il miglior marcatore internazionale per l'Australia.

## Biografia
Di ascendenze irlandesi e scozzesi, Lynagh, proveniente dal St. Joseph's College di Brisbane, nella cui prima squadra militò negli ultimi due anni delle superiori, praticò il cricket prima di passare al rugby; a farlo propendere definitivamente per quest'ultima disciplina fu la convocazione, a soli 19 anni, nella prima squadra della rappresentativa di Stato del Queensland.
Nel 1984 debuttò negli Wallabies a Suva, in un test match contro Figi nel corso del quale realizzò i suoi primi punti internazionali (9, frutto di 3 calci piazzati); in quello stesso anno prese parte al tour in cui l'Australia realizzò il Grande Slam in Europa, battendo nell'ordine Inghilterra (19-3), Irlanda (16-9), Galles (28-9) e Scozia (37-12) con 42 punti personali di Lynagh, a segno in tutti e quattro gli incontri (2 mete, 5 trasformazioni, 7 calci piazzati e un drop).
Inizialmente tre quarti centro, passò poi al ruolo di mediano d'apertura.
In tale posizione fu selezionato per la Coppa del Mondo di rugby 1987 che si tenne in Nuova Zelanda e Australia; nonostante il buon score personale (82 punti nel torneo), gli Wallabies persero la semifinale contro la Francia e la successiva finale per il terzo posto contro il Galles.
Quattro anni più tardi, in Inghilterra, fu proprio Lynagh a porre le basi per la vittoria australiana nella Coppa del Mondo di rugby 1991: nel quarto di finale contro l'Irlanda al Lansdowne Road di Dublino, una sua invenzione permise di ribaltare le sorti dell'incontro che stava conducendo la squadra di casa verso la semifinale.
L'Irlanda conduceva, infatti, 18 punti a 15 a pochi minuti dalla fine, quando l'Australia usufruì di un calcio piazzato: la sua trasformazione avrebbe significato il pareggio, ma Lynagh decise di giocare il pallone alla mano e riuscì a realizzare una meta che permise agli Wallabies di portarsi a 19 e vincere l'incontro; nella finale di Twickenham Lynagh lasciò la sua firma nel tabellino con 8 punti (due calci piazzati più la trasformazione dell'unica meta dell'incontro, realizzata dal suo compagno Daly).
Dopo la fine della Coppa del Mondo si trasferì in Italia: da qualche mese era stato, infatti, ingaggiato dal Benetton Treviso con cui vinse lo scudetto alla fine della sua prima stagione: nella finale del campionato 1991-92 disputata contro Rovigo, Lynagh fu protagonista con due mete, una delle quali, una sorta di coast-to-coast dalla linea di touche nella propria area dei 22 metri, è considerata la più bella realizzazione dell'epoca dei play-off.
Selezionato anche per la Coppa del Mondo di rugby 1995 in Sudafrica, terminò in tale torneo la sua carriera internazionale: dopo la sconfitta nei quarti di finale contro l'Inghilterra (in cui comunque realizzò 17 punti), Lynagh si ritirò sia dalla Nazionale che dalla rappresentativa del Queensland, per la quale aveva disputato 100 incontri e realizzato 1.166 punti; con 911 punti marcati per l'Australia, all'epoca del ritiro era il miglior marcatore internazionale.
Alla fine del campionato 1995-96, risoltosi nella terza finale-scudetto persa contro il Milan, Lynagh decise di trasferirsi in Inghilterra ai Saracens, insieme alla sua futura moglie Isabella, conosciuta in Italia; il miglior risultato di Lynagh a Londra fu il secondo posto nella Premiership 1997-98, persa di un punto nei confronti del Newcastle di Jonny Wilkinson, cui fece da contraltare la conquista della coppa Anglo-Gallese; tuttavia il 1998 fu anche l'anno in cui Lynagh decise il ritiro definitivo dal rugby, per dedicarsi alla sua attività imprenditoriale e alla sua famiglia.
Dopo il suo ritiro, nel 2001, Lynagh fu ammesso nell'International Rugby Hall of Fame.
Vive tra Londra e Treviso, città di origine di sua moglie, e alterna alla sua attività manageriale quella di commentatore sportivo per diverse catene televisive britanniche.
Nell'aprile 2012, dopo un volo da Londra a Brisbane per visitare i suoi familiari, a seguito di un malore al capo e vista annebbiata Lynagh fu ricoverato e trattenuto in un ospedale della città del Queensland per analisi, le quali rivelarono un ictus.
La rapidità del ricovero impedì danni peggiori; ripresosi, Lynagh dichiarò alla stampa che l'unica conseguenza dell'ictus fu quella di avere perso circa metà della vista all'occhio sinistro: «Il mio medico mi ha detto che non ho schivato un proiettile, ma una palla di cannone…».
Il neurologo che ebbe in cura Lynagh attribuì l'incidente alla rottura di una vena nella nuca causata da un trauma minore come un violento colpo di tosse.

## Palmarès
- Coppe del mondo: 1
Australia: 1991
- Campionati italiani: 1
Benetton Treviso: 1991-92
- Coppe Anglo-Gallesi: 1
Saracens: 1997-98